# Braunflügelguan
Der Braunflügelguan (Ortalis vetula), auch Blauflügelguan oder Braunflügel-Tschatschalaka genannt, ist ein Vogel aus der Familie der Hokkohühner.

## Merkmale

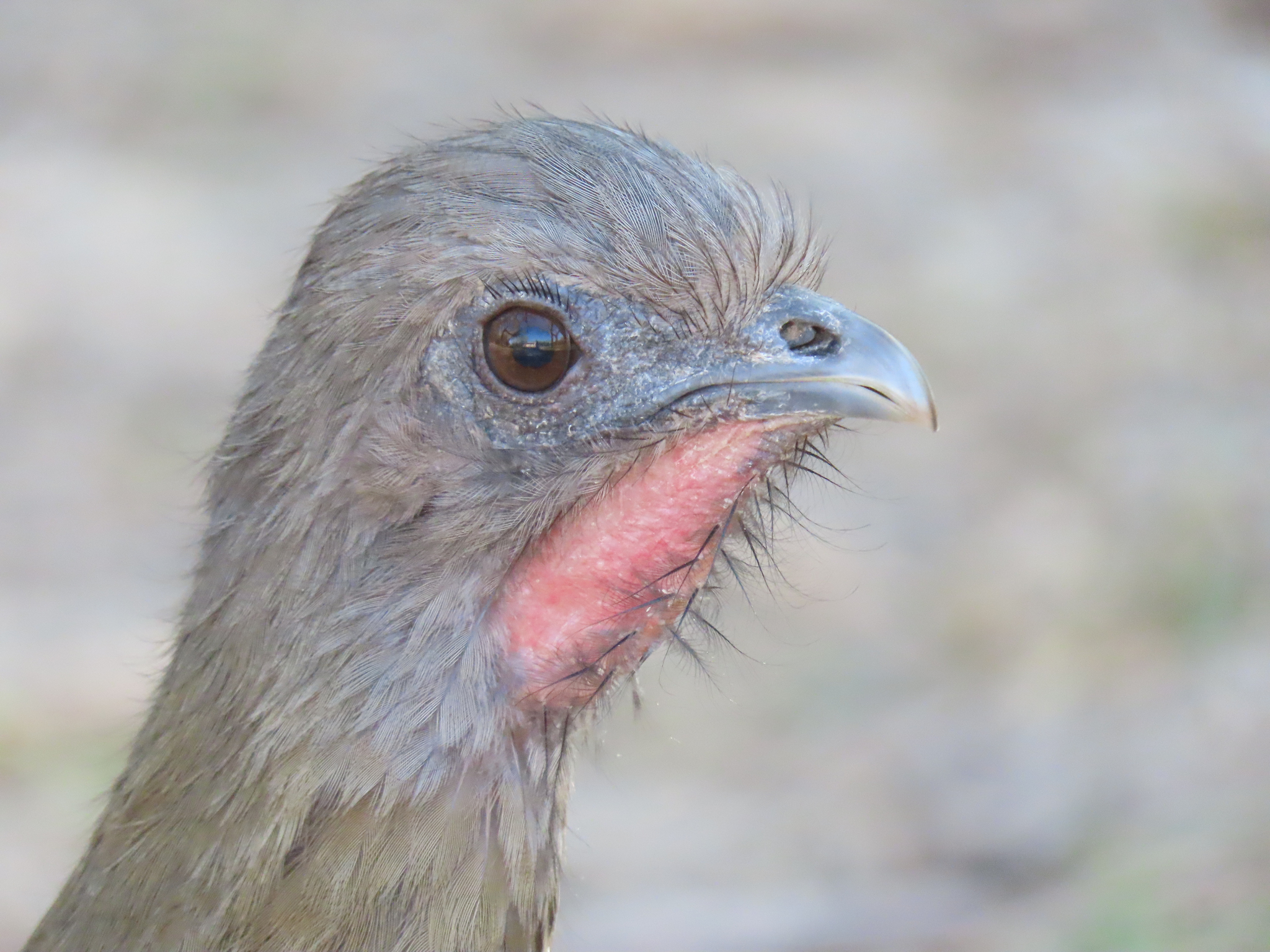
Kopfstudie eines männlichen Braunflügelguans

Der 60 cm lange Braunflügelguan hat relativ lange Beine sowie einen langen Hals und Schwanz. Die Flügel sind gerundet. Das Gefieder ist oberseits olivbraun und unterseits gelbbraun gefärbt. Der dunkelgrüne Schwanz weist eine weiße Spitze auf. Beim Männchen färbt sich der unbefiederte graue Hautfleck an der Kehle rosa.

## Vorkommen
Das Verbreitungsgebiet des Braunflügelguans erstreckt sich entlang des Rio Grande von Südtexas über Mexiko bis in den Nordwesten von Costa Rica. Er lebt in Wäldern, Busch und Chaparral-Dickichten.

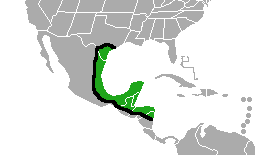
Verbreitungsgebiet

## Lebensweise
Der Braunflügelguan sucht in Kleingruppen mit bis zu fünf Tieren nach Samen, Beeren, Knospen und Blättern im Dickicht. Der Vogel lebt die meiste Zeit auf Bäumen und versucht manchmal sogar kopfüber hängend an Futter zu kommen. Typischerweise geben die Vögel in der Morgen- und Abenddämmerung ein „krächzendes Konzert“. Der Trupp schläft gemeinsam in Dickichten; kleine Jungvögel schlafen unter den Flügeln eines Elterntieres.
Das Nest ist eine kleine Plattform aus Zweigen, das im dichten Blattwerk etwa in halber Höhe von Bäumen gebaut wird. Drei Eier werden 30 Tage lang bebrütet. Die Jungvögel können unmittelbar nach dem Schlüpfen klettern und innerhalb einer Woche fliegen; sie sind aber erst mit etwa drei Wochen von ihren Eltern unabhängig.